# Ulcerate
Ulcerate est un groupe néo-zélandais de death metal, originaire d'Auckland. Le groupe compte six albums studio en 2023. Le groupe est présenté dans de nombreux articles comme l'un des groupes de metal extrême les plus importants de Nouvelle-Zélande, a effectué de nombreuses tournées en Amérique du Nord et en Europe, et a été comparé favorablement à des groupes tels que Neurosis et Gorguts,. Le style musical du groupe a été décrit comme « nauséabond, désorientant et joyeusement disharmonique », et se caractérise par un death metal extrêmement technique avec un usage intensif de la dissonance, des changements de signature temporelle et des structures de chansons complexes,.

## Histoire

### Débuts (2000–2010)
Le noyau dur d'Ulcerate, composé de Jamie Saint Merat, Michael Hoggard et Mark Seeney, se forme en 2000 sous le nom de Bloodwreath. Au début de l'année 2002, le guitariste Jared Commerer et le chanteur James Wallace se sont ajoutés au groupe, tandis que Seeney quittait le groupe. Le groupe commence à écrire des morceaux pour son premier enregistrement, Demo 2003, et change de nom pour Ulcerate avant sa sortie. En 2004, le groupe sort sa deuxième démo, The Coming of Genocide. Les deux démos sont ensuite compilées et publiées par The Flood Records et Deepsend Records sous le titre The Coming of Genocide.
Début 2006, Ulcerate signe avec Neurotic Records. Le chanteur James Wallace quitte le groupe en 2006 alors que le groupe se prépare à enregistrer son premier album, Of Fracture and Failure. Ben Read est recruté pour occuper le poste de chanteur vacant. Contrairement aux grognements graves de Wallace, Read utilise des cris plus aigus, rappelant le chant hardcore. Jared Commerer quitte également le groupe et est remplacé par le guitariste Michael Rothwell. Of Fracture and Failure est enregistré et mixé par Jamie Saint Merat et Michael Hoggard. Il est masterisé par Alan Douches aux West West Side Studios, à New York, aux États-Unis. La pochette de l'album est créée par Jamie Saint Merat. En 2008, Read et Rothwell quittent le groupe, Oliver Goater est recruté comme nouveau guitariste d'Ulcerate et le bassiste Paul Kelland prend en charge les fonctions vocales. L'approche de Kelland ramène le groupe à un style vocal plus hard. Ulcerate commence alors à écrire et à enregistrer son deuxième album, Everything Is Fire. L'album est reconnu par la critique pour son approche unique du death metal, Phil Freeman d'AllMusic louant Everything Is Fire pour l'incorporation de la « complexité percussive d'Isis », « l'échafaudage complexe de guitares art-metal déchiquetées », et l'utilisation de la répétition plus proche de Shellac que de Suffocation.
En avril 2010, Ulcerate annonce qu'il écrivait des chansons pour un nouvel album. Oliver Goater se sépare d'Ulcerate à la fin de l'année 2010, et est remplacé par William Cleverdon. Le groupe sort son troisième album, The Destroyers of All, le 25 janvier 2011, chez Willowtip Records. L'album sort uniquement « avec les trois membres principaux », sans Oliver Goater qui quitte le groupe avant l'enregistrement de l'album.

### Dernières activités (depuis 2011)
Le groupe effectue une tournée européenne pour promouvoir l'album en février 2012. Le groupe se produit dans de nombreux pays, dont la France, le Royaume-Uni, l'Allemagne, l'Italie et la Slovaquie. Le groupe tourne également pour la première fois en Amérique du Nord en soutien à l'album en mai 2012, avec notamment une performance au Maryland Deathfest. Toujours en 2012, Ulcerate signe chez Relapse Records et annonce l'enregistrement d'un nouvel album. L'album est enregistré en mars et avril 2013 aux studios MCA à Auckland. En juillet, le groupe révèle que le nouvel album, intitulé Vermis, sortira le 13 septembre 2013. L'album reçoit des critiques positives à sa sortie de la part de Pitchfork, Exclaim! et d'autres,.
Le groupe effectue une tournée nord-américaine en soutien à l'album en mai 2014 avec le soutien d'Inter Arma. Ils donnent notamment un concert au célèbre bar rock Saint Vitus à New York. Ils se engagent ensuite dans une longue tournée à travers l'Europe (toujours en soutien à Vermis) de novembre à décembre 2014. Ils sont soutenus par Wormed, Solace of Requiem et Gigan. Le groupe effectue une tournée en Australie et en Nouvelle-Zélande d'avril à juin 2015. En octobre 2015, Ulcerate est la tête d'affiche d'une tournée au Royaume-Uni, en première partie de Bell Witch et Ageless Oblivion.
Le 12 mars 2016, le groupe annonce qu'il est à un mois d'entrer en studio pour enregistrer son cinquième album, le groupe postant des mises à jour sur sa page Facebook. Le 27 juin, le groupe annonce officiellement le titre, la pochette de l'album et la liste des pistes de leur cinquième album : L'album s'intitule Shrines of Paralysis et sortira chez Relapse Records à l'automne 2016. Ils annoncent également qu'ils feraient une tournée en Amérique du Nord avec les Islandais Zhrine et les Canadiens Phobocosm en soutien à leur nouvel album en novembre 2016,. L'album sort officiellement le 28 octobre 2016.
En mars 2017, le groupe se produit au festival de deux jours Direct Underground Fest à Sydney et Melbourne, aux côtés de Gorguts, Marduk, Mgła, et Départe.
Le sixième album du groupe, Stare Into Death and Be Still, est publié le 24 avril 2020 sur Debemur Morti Productions,.

## Membres

### Membres actuels
- Paul Kelland − chant (depuis 2008), basse (depuis 2005)
- Michael Hoggard − guitare (depuis 2000)
- Jamie Saint Merat − batterie (depuis 2000)

### Anciens membres
- William Cleverdon − guitare (2010−2012)
- Jared Commerer − guitare, basse (2002−2003)
- Oliver Goater − guitare (2009−2010)
- Phil Kusabs − basse (2003−2005)
- Ben Read − chant (2006−2008)
- Michael Rothwell − guitare (2003−2008)
- Mark Seeney − chant (2000−2002)
- Phil Smathers − basse (2002)
- James Wallace − chant (2002−2006)

## Discographie

### Albums studio
- 2007 : Of Fracture and Failure
- 2009 : Everything Is Fire
- 2011 : The Destroyers of All
- 2013 : Vermis
- 2016 : Shrines of Paralysis
- 2020 : Stare Into Death and Be Still
- 2024 : Cutting the Throat of God

### Démos
- 2003 : Ulcerate
- 2004 : The Coming of Genocide